# 香川県道167号枌所西中徳線
香川県道167号枌所西中徳線（かがわけんどう167ごう そぎしょにしちゅうとくせん）は、香川県綾歌郡綾川町から高松市に至る一般県道である。

## 概要
綾川の柏原渓谷沿いを通る道路。

### 路線データ
- 起点：香川県綾歌郡綾川町枌所西（香川県道39号国分寺中通線交点）
- 終点：香川県高松市塩江町安原下（国道193号交点）
- 総延長：13.005 km

## 地理

### 通過する自治体
- 綾歌郡綾川町
- 高松市

### 交差する道路
| 交差する道路                            | 市町村名 | 市町村名 | 交差する場所 | 交差する場所 |
| --------------------------------------- | -------- | -------- | ------------ | ------------ |
| 香川県道39号国分寺中通線                | 綾歌郡   | 綾川町   | 枌所西       | 起点         |
| 国道193号 国道377号 重複 国道492号 重複 | 高松市   | 高松市   | 塩江町安原下 | 終点         |

### 沿線
- 柏原渓谷
- Tatsutaの森（柏原渓谷キャンプ村）